# Triodontus hildebrandti
Triodontus hildebrandti är en skalbaggsart som beskrevs av Leon Fairmaire 1883. Triodontus hildebrandti ingår i släktet Triodontus och familjen Orphnidae. Inga underarter finns listade i Catalogue of Life.